# Montolivet (Sena i Marne)
Montolivet és un municipi francès, situat al departament de Sena i Marne i a la regió de Illa de França. L'any 2007 tenia 253 habitants.
Forma part del cantó de Coulommiers, del districte de Provins i de la Comunitat de comunes dels Deux Morin.

## Demografia

### Població
El 2007 la població de fet de Montolivet era de 253 persones. Hi havia 88 famílies, de les quals 20 eren unipersonals (12 homes vivint sols i 8 dones vivint soles), 16 parelles sense fills, 44 parelles amb fills i 8 famílies monoparentals amb fills.
La població ha evolucionat segons el següent gràfic:
Habitants censats

### Habitatges
El 2007 hi havia 116 habitatges, 88 eren l'habitatge principal de la família, 19 eren segones residències i 9 estaven desocupats. Tots els 116 habitatges eren cases. Dels 88 habitatges principals, 82 estaven ocupats pels seus propietaris, 5 estaven llogats i ocupats pels llogaters i 1 estava cedit a títol gratuït; 1 tenia una cambra, 2 en tenien dues, 12 en tenien tres, 24 en tenien quatre i 49 en tenien cinc o més. 75 habitatges disposaven pel capbaix d'una plaça de pàrquing. A 34 habitatges hi havia un automòbil i a 50 n'hi havia dos o més.

### Piràmide de població
La piràmide de població per edats i sexe el 2009 era:
| Homes | Edats   | Dones |
| ----- | ------- | ----- |
| 0     | 95 o +  | 0     |
| 4     | 90 a 94 | 4     |
| 0     | 85 a 89 | 0     |
| 0     | 80 a 84 | 0     |
| 4     | 75 a 79 | 12    |
| 0     | 70 a 74 | 0     |
| 8     | 65 a 69 | 4     |
| 0     | 60 a 64 | 0     |
| 8     | 55 a 59 | 0     |
| 0     | 50 a 54 | 12    |
| 12    | 45 a 49 | 4     |
| 4     | 40 a 44 | 12    |
| 16    | 35 a 39 | 12    |
| 4     | 30 a 34 | 8     |
| 8     | 25 a 29 | 4     |
| 8     | 20 a 24 | 0     |
| 8     | 15 a 19 | 8     |
| 12    | 10 a 14 | 12    |
| 20    | 5 a 9   | 12    |
| 0     | 0 a 4   | 4     |

## Economia
El 2007 la població en edat de treballar era de 167 persones, 135 eren actives i 32 eren inactives. De les 135 persones actives 124 estaven ocupades (75 homes i 49 dones) i 11 estaven aturades (5 homes i 6 dones). De les 32 persones inactives 14 estaven jubilades, 8 estaven estudiant i 10 estaven classificades com a «altres inactius».

### Ingressos
El 2009 a Montolivet hi havia 87 unitats fiscals que integraven 243 persones, la mediana anual d'ingressos fiscals per persona era de 20.573 €.

### Activitats econòmiques
Dels sis establiments que hi havia el 2007, dos eren d'empreses de construcció, una empresa de comerç i reparació d'automòbils, una empresa d'informació i comunicació; i una empresa de serveis i una entitat de l'administració pública.
Dels dos establiments de servei als particulars que hi havia el 2009, una fusteria i un electricista.
L'any 2000 a Montolivet hi havia vuit explotacions agrícoles.

## Equipaments sanitaris i escolars
El 2009 hi havia una escola elemental integrada dins d'un grup escolar amb les comunes properes formant una escola dispersa.

## Poblacions properes
El següent diagrama mostra les poblacions més properes.